# Anton Vovk
Anton Vovk (Vrba, 19. svibnja 1900. - Ljubljana, 6. srpnja 1963.) bio je slovenski rimokatolički teolog i ljubljanski nadbiskup, sluga Božji.
Anton Vovk rođen je u selu Vrba u Gorenjskoj pokrajini u Sloveniji. Za svećenika je zaređen 29. lipnja 1923. godine, a za pomoćnog biskupa u Ljubljani 15. rujna 1946., a titularnoga biskupa Cardiciuma 1. prosinca 1946. godine. Od 1951. do 1961., također je vodio brigu o slovenskim vjernicima u Rijeci, a od 1951. do 1955. o slovenskom dijelu biskupije Trst-Kopar.
Komunističke vlasti više su ga puta maltretirale psihički i fizički, makar nije nikada surađivao s fašistima i promovirao je slovenski identitet. Dana, 20. siječnja 1952., grupa komunista napala ga je na kolodvoru u Novom Mestu. Polili su ga benzinom i zapalili ga. Vovk je preživio ozbiljno ozlijeđen i imao je posljedice napada do kraja života, posebno u predjelu lica i vrata. Počinitelji su bili pritvoreni na deset dana od strane jugoslavenskog suda.
Dana, 29. studenoga 1959., Vovk je imenovan ljubljanskim biskupom, a 22. prosinca 1961. postao je redoviti nadbiskup Ljubljanske nadbiskupije. Sudjelovao je na Drugome vatikanskome saboru. Vovk je umro u Ljubljani 1963. godine. Nasljednik mu je bio slovenski teolog Jožef Pogačnik (1902. – 1980).
Na biskupijskoj razini započeo je njegov proces beatifikacije 13. svibnja 1999. godine te je dobio naziv sluga Božji.